# Tim Barnett

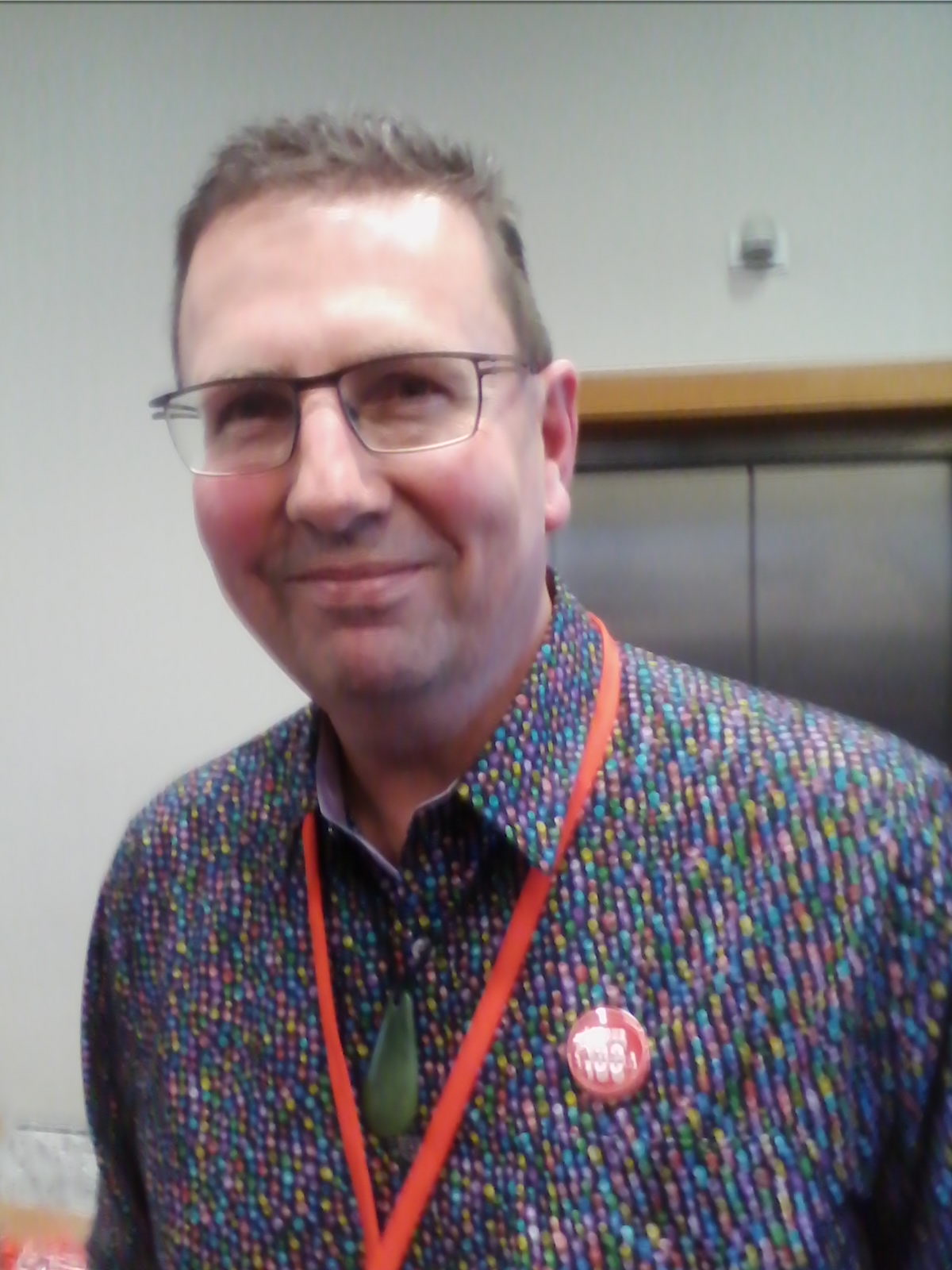
Tim Barnett (2015)

Timothy Andrew Barnett (* 4. August 1958 in Rugby, Vereinigtes Königreich) ist ein neuseeländischer Politiker.

## Leben
Barnett wurde 1958 im englischen Rugby geboren. Nach seiner Schulzeit in England studierte er Wirtschaftswissenschaften an der London School of Economics und graduierte 1981. Barnett engagierte sich als LGBT-Aktivist im Vereinigten Königreich, insbesondere in der Stonewall Lobby Group.
1991 zog er mit seinem Lebensgefährten nach Neuseeland. Er nahm die neuseeländische Staatsbürgerschaft an und kandidierte für das Neuseeländische Parlament. 1996 wurde er für den Bezirk Christchurch Central als Abgeordneter der New Zealand Labour Party in das Parlament gewählt und 2005 wiedergewählt. Zu den Parlamentswahlen 2008 trat Barnett nicht erneut an. Während seiner Abgeordnetenzeit wurde 2004 in Neuseeland ein Gesetz zur Einführung einer Eingetragenen Lebenspartnerschaft verabschiedet. Barnett war bei dieser Gesetzgebung als Abgeordneter politisch unterstützend tätig und setzte sich 2003 auch für die Legalisierung der Prostitution in Neuseeland ein.
Seit 2012 ist Barnett Generalsekretär der Labour Party.